# Poltavka (Poltavka), Krasnohvardiiske
Poltavka (în ucraineană Полтавка) este localitatea de reședință a comunei Poltavka din raionul Krasnohvardiiske, Republica Autonomă Crimeea, Ucraina.

## Demografie
Componența lingvistică a localității Poltavka
     Rusă (70,84%)
     Ucraineană (18,99%)
     Tătară crimeeană (7,69%)
     Alte limbi (0,19%)
Conform recensământului din 2001, majoritatea populației localității Poltavka era vorbitoare de rusă (70,84%), existând în minoritate și vorbitori de ucraineană (18,99%) și tătară crimeeană (7,69%).